# Puszka Pandory (gra komputerowa)
Puszka Pandory – polska komputerowa gra tekstowa stworzona w 1986 roku przez Marcina Borkowskiego na komputer ZX Spectrum.
Fabuła Puszki Pandory była inspirowana powieścią Głowa Kasandry Marka Baranieckiego. W grze gracz wcielał się w agenta specjalnego mającego zniszczyć wrogi system rakietowy na nieokreślonej wyspie. Postać była poruszana za pomocą zestawu komend – krótkich zdań lub pojedynczych słów (około 20).
W pierwotnych planach twórcy, Puszka Pandory miała być jedynie testem sprawdzającym, w jaki sposób można dokonać kompresji danych w pamięci ZX Spectrum. Gra po ukazaniu się na giełdach zyskała dużą popularność i doczekała się pozytywnej recenzji w piśmie „Bajtek” - zresztą jako pierwszej polskiej gry komputerowej zrecenzowanej przez czasopismo, na dwóch stronach, z ręcznie rysowaną mapą. Recenzent Karol B. Mirowski (tak naprawdę był to pseudonim samego Borkowskiego) wytknął grze ubogą oprawę graficzną, szczątkowe udźwiękowienie, brak możliwości zapisu stanu gry i, dysponującym 48 kilobajtami pamięci RAM wielką jak na owe czasy mapę - 40x40 lokacji.
Borkowski po nieudanych próbach sprzedawania gry na giełdzie komputerowej przy ul. Grzybowskiej, odstąpił prawa do dystrybucji tytułu firmie ENTER Computing, co stało się pierwszym w Polsce przypadkiem legalnej sprzedaży pełnowymiarowej gry przygodowej dla ZX Spectrum
W 2012 roku wydana została kolekcjonerska, limitowana wersja programu. Premiera odbyła się na największych w Polsce targach gier Poznań Game Arena 2012. Nośnikiem gry jest tradycyjna dla ZX Spectrum kaseta magnetofonowa znajdująca się w metalowej puszce, pełniącej rolę kolekcjonerskiego opakowania programu.
W 2018 roku w czasie finału Wielkiej Orkiestry Świątecznej Pomocy oryginalny egzemplarz z 1986 r. został sprzedany na aukcji za 3306 zł.

## Rozgrywka
Akcja gry ma miejsce w przyszłości, po hipotetycznej trzeciej wojnie światowej, która doprowadziła do zniszczenia świata. W Ameryce Południowej zostaje utworzona nowa cywilizacja, która odbudowuje się po zniszczeniach wojennych. Jednak mieszkańcom nadal zagraża wybudowany przez jedno z małych państw system rakietowy, nazwany Puszką Pandory.
Gracz wciela się w agenta specjalnego, którego celem jest rozbrojenie systemu rakietowego. Gracz zaczyna rozgrywkę w środku nieznanej z nazwy wyspy. By osiągnąć cel, możliwe jest zbieranie przedmiotów rozrzuconych na wyspie.
Puszka Pandory jest grą tekstową z elementami graficznymi – w centralnej części ekranu wyświetla się rysunek symbolizujący teren, w którym znajduje się gracz.
Dziennikarz Bartłomiej Kluska zwrócił uwagę na to, że Puszka Pandory była pierwszą grą komputerową autorstwa Polaka, którą próbowano sprzedawać w Polsce i która doczekała się recenzji w polskim piśmie.